# Senna lindheimeriana
Senna lindheimeriana là một loài thực vật có hoa trong họ Đậu.  Nó có nguồn gốc từ các tiểu bang Arizona, New Mexico, Texas của Hoa Kỳ và miền đông México. Loài này được (Scheele) H.S.Irwin & Barneby miêu tả khoa học đầu tiên.

## Hình ảnh

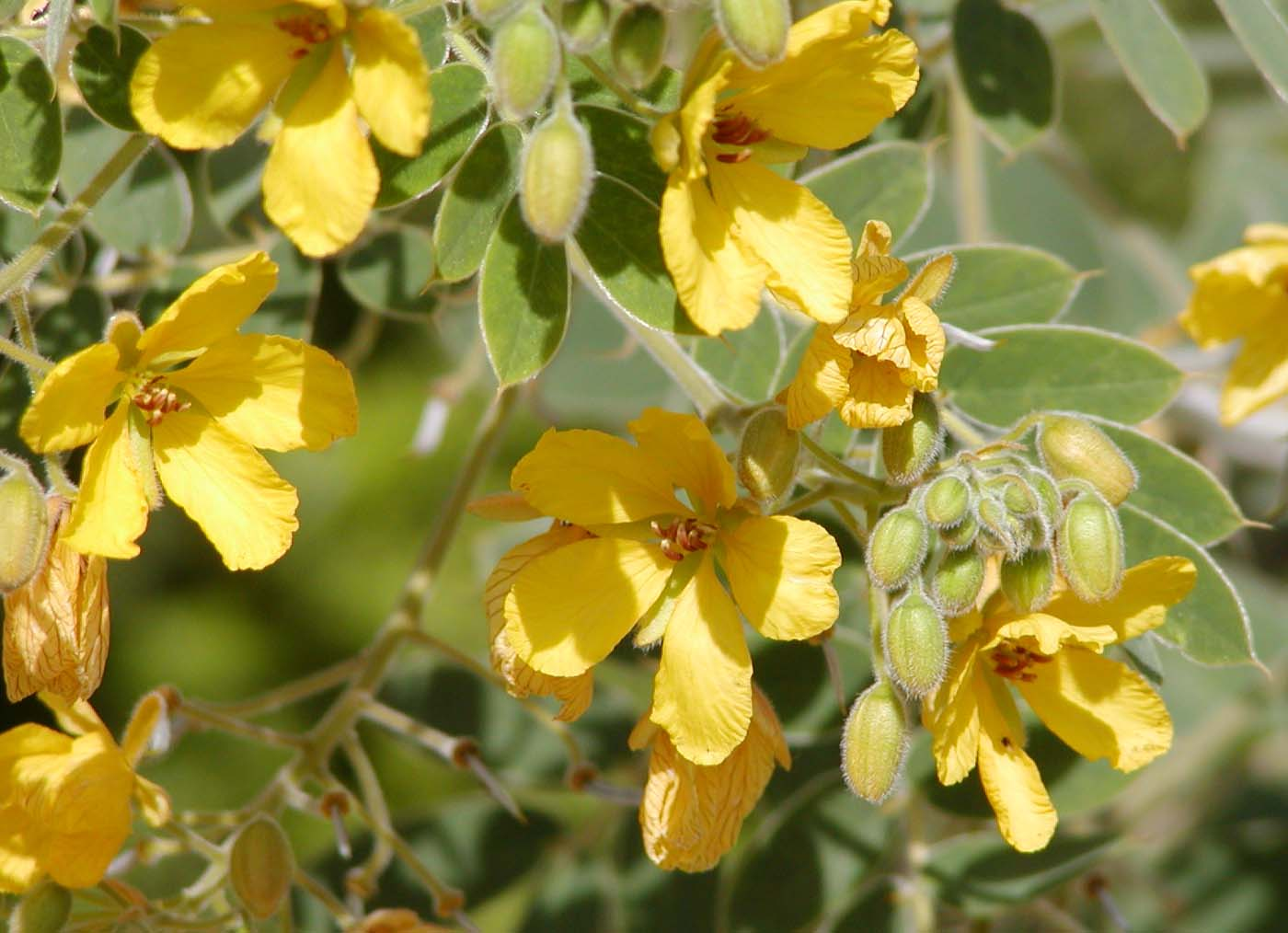